# اره لنگ

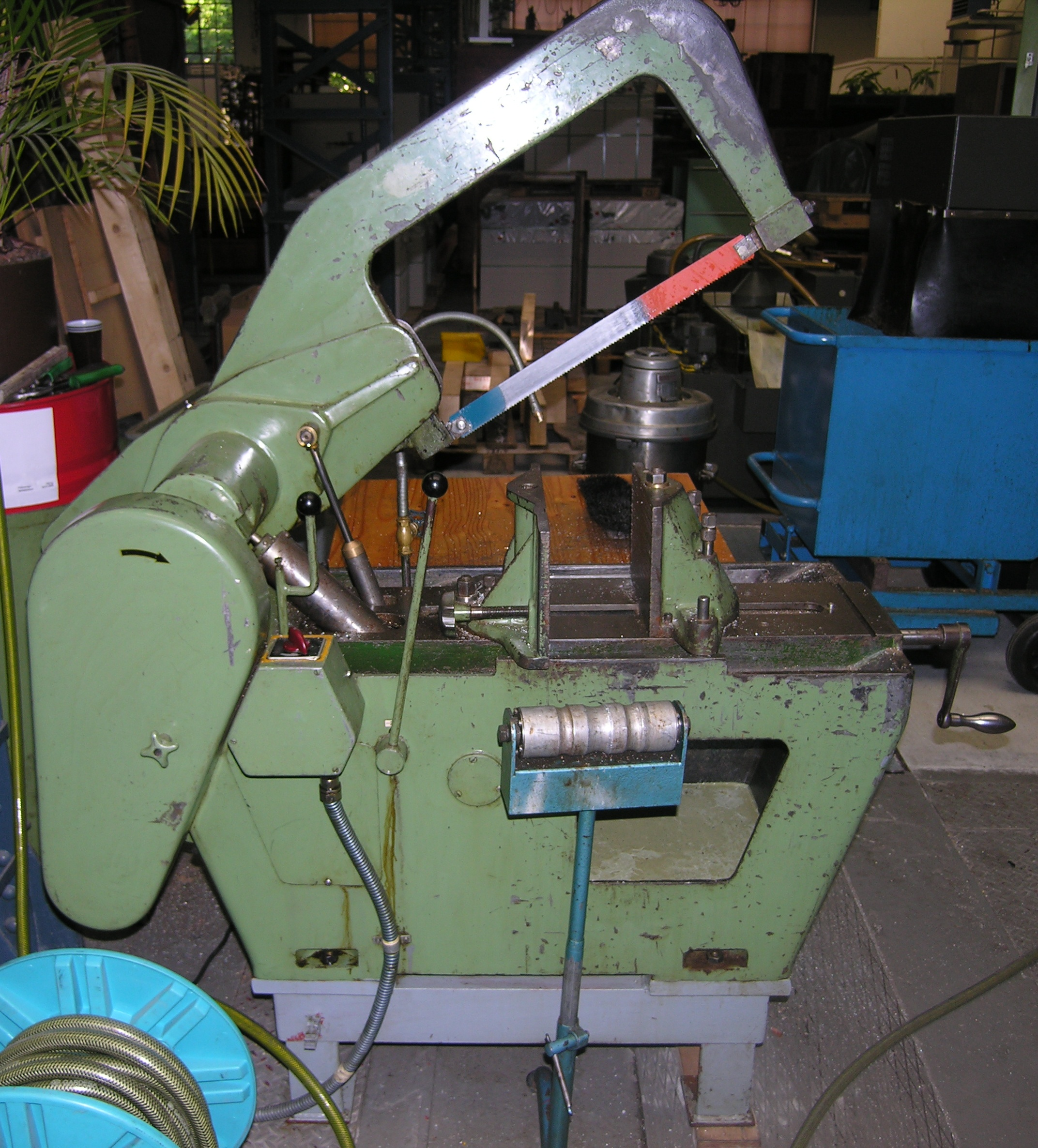
عکس از دستگاه اره لنگ

اره لنگ دستگاهی است که برای برش انواع قطعات فلزی از آن استفاده می‌شود. 
دستگاه اره لنگ می‌تواند کار را بسیار سریع تر و دقیق تر از اره‌های دستی انجام دهد. میز کار بیشتر این اره‌ها مجهز به گیره‌ای است که می‌تواند نسبت به امتداد تیغه راه موازی یا مورب باشد. 
اره لنگ‌ها با توجه به نیاز صنعتی در انواع گوناگون ساخته می‌شوند.